# Guillemet
角形引号（法語：Guillemet，發音：[ɡijmɛ]，英國 /ˈɡiːmeɪ/美國 /ˌɡiː(j)əˈmeɪ, ˌɡɪləˈmɛt/）是一对“«”和“»”形式出现的标点符号，在多种语言中用作引号。在其中一些语言中，单个角形引號、“‹”和“›”用于引用中的引用。